# Communauté de communes du Val de Sully
Die Communauté de communes du Val de Sully ist ein französischer Gemeindeverband mit der Rechtsform einer Communauté de communes im Département Loiret in der Region Centre-Val de Loire. Der Gemeindeverband wurde am 23. September 2016 gegründet und umfasst 19 Gemeinden. Der Verwaltungssitz befindet sich im Ort Bonnée.

## Historische Entwicklung
Der Gemeindeverband entstand mit Wirkung vom 1. Januar 2017 durch die Fusion der Vorgängerorganisationen
- Communauté de communes Val d’Or et Forêt und
- Communauté de communes du Sullias.

Außerdem schloss sich die Gemeinde Vannes-sur-Cosson von der ehemaligen Communauté de communes Val Sol dem hiesigen Verband an.

## Mitgliedsgemeinden
| Gemeinde                            | Einwohner 1. Januar 2022 | Fläche km² | Dichte Einw./km² | Code INSEE | Postleitzahl |
| ----------------------------------- | ------------------------ | ---------- | ---------------- | ---------- | ------------ |
| Bonnée                              | 698                      | 11,61      | 60               | 45039      | 45460        |
| Bray-Saint-Aignan                   | 1.774                    | 26,16      | 68               | 45051      | 45460        |
| Cerdon                              | 895                      | 67,07      | 13               | 45063      | 45620        |
| Dampierre-en-Burly                  | 1.454                    | 47,44      | 31               | 45122      | 45570        |
| Germigny-des-Prés                   | 700                      | 9,78       | 72               | 45153      | 45110        |
| Guilly                              | 667                      | 17,03      | 39               | 45164      | 45600        |
| Isdes                               | 531                      | 43,89      | 12               | 45171      | 45620        |
| Les Bordes                          | 1.846                    | 24,02      | 77               | 45042      | 45460        |
| Lion-en-Sullias                     | 386                      | 24,49      | 16               | 45184      | 45600        |
| Neuvy-en-Sullias                    | 1.365                    | 25,28      | 54               | 45226      | 45510        |
| Ouzouer-sur-Loire                   | 2.560                    | 34,27      | 75               | 45244      | 45570        |
| Saint-Aignan-le-Jaillard            | 602                      | 24,31      | 25               | 45268      | 45600        |
| Saint-Benoît-sur-Loire              | 1.993                    | 18,27      | 109              | 45270      | 45730        |
| Saint-Florent                       | 445                      | 37,78      | 12               | 45277      | 45600        |
| Saint-Père-sur-Loire                | 1.030                    | 10,69      | 96               | 45297      | 45600        |
| Sully-sur-Loire                     | 5.142                    | 43,60      | 118              | 45315      | 45600        |
| Vannes-sur-Cosson                   | 602                      | 35,65      | 17               | 45331      | 45510        |
| Viglain                             | 854                      | 39,99      | 21               | 45336      | 45600        |
| Villemurlin                         | 537                      | 48,95      | 11               | 45340      | 45600        |
| Communauté de communes Val de Sully | 24.081                   | 590,28     | 41               | –          | –            |